# Retable Despenser
Vous lisez un « bon article » labellisé en 2025.
Le retable Despenser ou Reredos Despenser est un retable peint d'époque médiévale, exposé dans la chapelle Saint-Luc de la cathédrale de Norwich au Royaume-Uni (Angleterre). Œuvre artistique majeure de l'édifice, il illustre cinq scènes des derniers moments de la vie du Christ : la flagellation, le chemin de croix, la crucifixion, la résurrection et enfin l'ascension.
Le retable est généralement considéré comme une commande de l'évêque de Norwich, Henri le Despenser, au terme de la répression qu'il a exercée sur les paysans révoltés en Est-Anglie après leur défaite à la bataille de North Walsham en 1381. Cependant, selon d'autres théories, il pourrait avoir été créé pour célébrer la visite du roi Richard II à Norwich en 1383 ou pour marquer l'achèvement de travaux importants dans la cathédrale. Les écus héraldiques autour du cadre pourraient représenter les familles impliquées dans la répression du soulèvement paysan de 1381 ou celles ayant financé l'œuvre. Les premières identifications de ces armoiries, faites à la fin du XIXe siècle, ont été révisées à la lumière de recherches plus récentes.
Jusqu'à sa redécouverte fortuite en 1847, le retable était tombé dans l'oubli : il se trouvait toujours dans la cathédrale mais il avait été transformé en table, face peinte tournée vers le sol. Lors de cette transformation en table, la partie supérieure de l'œuvre a été sciée, ce qui a notamment amputé la figure centrale du Christ, et des trous ont été pratiqués aux angles pour y fixer les quatre pieds.
Dans les années 1950, l'ensemble — panneaux et encadrement — a été restauré par Pauline Plummer. Depuis cette intervention, le retable a retrouvé sa fonction d'origine en tant que mobilier liturgique.

## Découverte et provenance
Le retable Despenser orne la chapelle Saint-Luc de la cathédrale de Norwich, utilisée comme église paroissiale depuis le XVIe siècle, mais il n'a été retrouvé qu'en 1847, dans l'enceinte de la cathédrale. En effet le panneau de bois supportant l'œuvre avait été transformé en table durant la Réforme anglaise avant de sombrer dans l'oubli. Reléguée pendant de nombreuses années dans une pièce à l'étage, cette table conservait ainsi les peintures originelles sous son plateau, tournées vers le sol. Pour en faire un meuble utilitaire, la partie supérieure du retable a été sciée et ses quatre coins découpés afin d’y fixer des pieds,.
« The preservation of this work of art is wholly due to the fortuitous circumstance that the well-compacted piece of joiner's work, whereon the painter so elaborately displayed his skill, had happily been found suitable to form a large table for one of the subordinate chambers or vestries, adjoining the choir of the cathedral. It had, accordingly, on the removal of all superstitious imageries, been cut to adapt it to the desired purpose; the painted side being reversed, and by that means rescued from further injury. It had thus remained long time wholly forgotten, whilst the back of the picture served conveniently as the top of the required table. »
— Albert Way,  Memoirs illustrative of the history and antiquities of Norfolk and the city of Norwich.

« La conservation de cette œuvre d'art résulte entièrement d'un concours de circonstances fortuit. La robuste pièce de menuiserie sur laquelle le peintre a si bien déployé son talent, fut heureusement jugée appropriée pour former une grande table pour l'une des pièces ou sacristies annexes, attenantes au chœur de la cathédrale. En conséquence, après l'élimination de toutes les images superstitieuses, elle fut découpée pour l'adapter à l'usage souhaité ; la face peinte fut retournée, et s'est ainsi trouvée préservée de tout nouveau dommage. La peinture est alors tombée dans l'oubli, tandis que le dos du panneau servait commodément de plateau de table. »
— Memoirs illustrative of the history and antiquities of Norfolk and the city of Norwich.
Le témoignage d'Albert Way concernant la peinture reste flou sur les circonstances exactes de sa découverte dans la chapelle, la fonction de la table à ce moment-là, ainsi que l'usage initial de l'objet dans la cathédrale. Une fois découvert, le retable est exposé au public dans une vitrine aménagée dans le déambulatoire sud de l'édifice.
À la suite de sa découverte en 1847, Way, historien local qui a consigné ses observations dans une édition spéciale de The History and Antiquities of Norfolk and the City of Norwich, en collaboration avec l'historien de l'art Matthew Digby Wyatt, attribue le retable à une provenance italienne. Néanmoins, la question de son origine demeure irrésolue. D'autres influences, allemande, française ou bohémienne, font l'objet de diverses hypothèses,. En 1897, William Henry St John Hope avance une thèse divergente en présentant le retable comme un exemple représentatif de « l'art anglais authentique ». Il aurait selon lui été réalisé à Norwich, avis partagé par Heslop qui pense que le retable est l'œuvre d'un artiste établi dans cette ville. 
Les panneaux du retable présentent certaines analogies stylistiques avec ceux de l'église St Michael-at-Plea, également située à Norwich, mais ces ressemblances ne suffisent pas à confirmer une production locale. L'historien David King conclut que l'analyse stylistique, à elle seule, ne permet pas de trancher quant à l'origine de l'œuvre. À l'inverse, l'historienne de l'art médiéval Pamela Tudor-Craig fait valoir l'existence d'indices probants indiquant qu'elle a bien été exécutée par des artisans locaux.

## Description

### Cadre

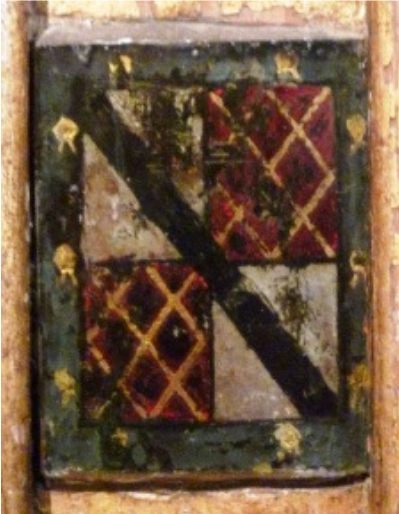
La bannière héraldique d'Henri le Despenser est bien visible sur le cadre du retable.

Le retable est installé derrière l'autel, dans la chapelle Saint-Luc de la cathédrale de Norwich. Il présente cinq scènes peintes sur un panneau de bois constitué d'au moins quatre planches, assemblées à l'aide de chevilles, puis encadrées d'un bâti. À l'origine, ces scènes étaient séparées par des meneaux, dont un seul subsiste. La partie supérieure de l'œuvre a été tronquée pour être réutilisée comme plateau de banc rectangulaire. Des découpes carrées d'environ 10 centimètres ont également été pratiquées aux quatre coins du panneau afin d'y fixer des pieds, altérant ainsi la structure d'origine.
La forme initiale du cadre reste inconnue, bien qu'il ait vraisemblablement été rectangulaire. On suppose qu'il comprenait jusqu'à une trentaine de blasons héraldiques, ainsi que certains des instruments de la Passion. Après la reconversion du retable en mobilier, seuls les éléments latéraux et la base du cadre ont été conservés. Les abords du retable sont ornés de boucliers héraldiques appartenant à des familles qui ont soutenu la répression des paysans lors de la Révolte de 1380. La bannière héraldique d'Henri le Despenser est également clairement visible sur le retable.

### Panneaux peints
Les cinq panneaux du retable représentent chacun une scène distincte des derniers jours du Christ. La palette chromatique, particulièrement éclatante, se distingue par l'emploi de tons vifs tels qu'un rouge intense et un vert aux nuances bleuâtres. Si les peintures n'ont jamais fait l'objet de dégradations intentionnelles, elles ont toutefois subi, avec le temps, des pertes de matière picturale. La découpe de la partie supérieure de trois panneaux a principalement entraîné la disparition des éléments architecturaux de fond. Cependant, dans deux d'entre eux, la partie supérieure de la figure du Christ est également perdue. Seul le panneau central a fait l'objet d'une reconstitution partielle, réalisée par Pauline Plummer, alors que les autres panneaux restent dans leur état lacunaire. Cette intervention ciblée permet au retable de retrouver sa vocation cultuelle et d'être à nouveau utilisé lors des offices religieux.
Le premier panneau montre Jésus, presque entièrement nu et attaché à une colonne, subissant la flagellation. Son regard, empreint de tristesse plutôt que de douleur, se tourne vers ses bourreaux, des soldats romains dépeints de manière grotesque pour souligner leur cruauté. Les flagelleurs, représentés comme de simples paysans à la peau hâlée et aux vêtements grossiers, contrastent avec la pâleur et la vulnérabilité de Jésus. Une figure d'autorité, probablement Ponce Pilate, est également présente. Le deuxième panneau montre Jésus entouré de soldats et contraint de porter sa croix. La scène centrale représente la Crucifixion, avec la Vierge Marie soutenue par saint Jean l'Évangéliste, tandis qu'au sein d'un groupe de trois hommes se trouve vraisemblablement la même figure d'autorité. Une citation biblique, vere filius Dei erat iste (« Cet homme était vraiment le Fils de Dieu »), accompagne cette représentation. Le quatrième panneau évoque la résurrection du Christ et le montre sortant de son tombeau avec une bannière, posant un pied sur l'épaule d'un soldat endormi. Alors que le corps du Christ est soigneusement représenté, le tombeau manque de perspective, ce qui contraste avec le réalisme de la figure centrale. Enfin, le cinquième panneau illustre l'ascension du Christ, entouré des douze Apôtres et de la Vierge Marie. Une grande partie de sa figure a disparu en raison de la découpe du panneau supérieur lors de la transformation du retable en plateau de table. On ne sait pas dans quelle mesure la silhouette de Jésus était initialement représentée.
Dans le retable, Jésus est dépeint dans une posture d'humilité, acceptant le destin imposé par ceux qui détiennent le pouvoir. Beckwith interprète cette attitude comme un reflet de la résignation de la paysannerie, contrainte de s'incliner après l'échec de sa révolte.

## Commande

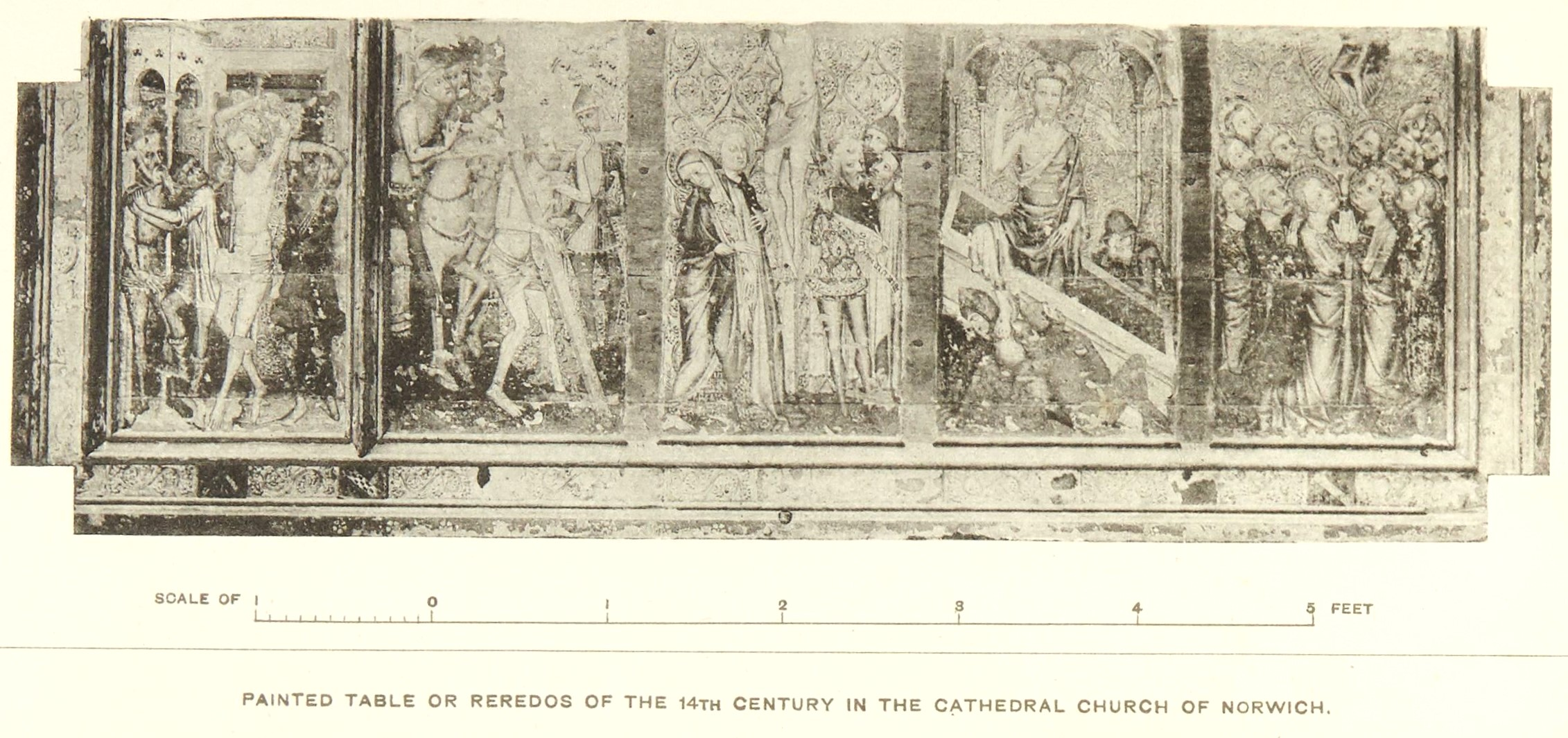
Photographie du retable par William Henry St John Hope, 1898.

Le retable a vraisemblablement été commandé par Henri le Despenser, alors évêque de Norwich. Sa date de création, ainsi que les raisons de sa commande et sa provenance, demeurent toutefois incertaines. Il a cependant été avancé que la présence d'écus héraldiques dans ses marges pourrait indiquer qu'il a été conçu comme un acte de remerciement à la suite des événements survenus en Norfolk durant la révolte des paysans de 1381. Cette hypothèse a été formulée pour la première fois par l'antiquaire britannique William Henry St John Hope en 1898. En analysant les éléments héraldiques présents sur le retable, Hope a attribué des noms de famille à sept des boucliers. Cette analyse a depuis été révisée par les chercheurs modernes, dont les découvertes renforcent l'idée d'une connexion encore plus étroite entre le retable et la révolte des paysans. Hope a notamment repéré des « traces évidentes » des armes de la famille Despenser sur le cadre, bien que sa photographie de 1898 ne les montre pas. Il a également suggéré que les armes de Stephen Hales, capturé par les rebelles durant la révolte, figurent sur le retable. Selon Hope, les écus héraldiques auraient représenté des familles locales qui ont souhaité rendre grâce à Dieu pour la défaite des rebelles à la bataille de North Walsham, en particulier la famille d'Henri le Despenser, qui avait dirigé les forces royales contre ces rebelles,. Henri le Despenser est considéré par Hope comme le commanditaire de l'œuvre,, d'autant plus que sa bannière héraldique est clairement visible sur le cadre du retable. 

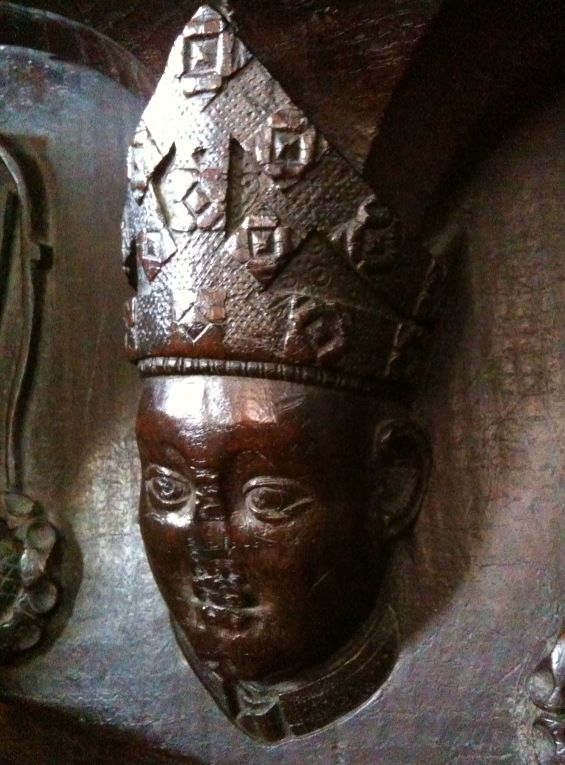
Henri le Despenser, supposé commanditaire du retable.

Le retable fait l'objet de plusieurs autres interprétations quant à son commanditaire et à son contexte historique. Selon la médiéviste Sarah Beckwith, il pourrait être directement lié à la révolte des paysans en 1381, et tiendrait lieu de leçon de choses pour leur rappeler leur place dans la hiérarchie sociale. Elle souligne que ces paysans, bien que leur révolte ait avorté, avaient osé contester leur position assignée et s'identifier au Christ, et que le retable leur rappelait une histoire dont ils connaissaient déjà bien l'issue.
Cependant, aucun lien concret entre le retable et la révolte n'a été établi. Les écus héraldiques qui ornent le retable pourraient appartenir à des familles influentes du Norfolk, représentées pour des raisons autres que la révolte. Selon une autre hypothèse, le retable aurait été commandé par la cathédrale de Norwich pour commémorer la visite de Richard II d'Angleterre et de son épouse, la reine Anne de Bohême, en 1383. Il est possible que le retable ait été dédié en présence du roi, une hypothèse renforcée si l'œuvre était destinée au maître-autel de la cathédrale. Selon Tudor-Craig, l'héraldique présente sur le retable avait pour but de commémorer non seulement ceux qui ont contribué à la création de l'œuvre, mais aussi ceux qui ont financé la reconstruction des parties orientales de l'église.
Cependant, les archives de la cathédrale ne fournissent aucun élément permettant d'identifier les donateurs. L'historien David King avance l'hypothèse la plus plausible : il s'agirait selon lui d'un don collectif des personnes représentées par les armoiries, et qui l'auraient financé.